# Aneflus paracalvatus
Aneflus paracalvatus är en skalbaggsart som beskrevs av Knull 1955. Aneflus paracalvatus ingår i släktet Aneflus och familjen långhorningar. Inga underarter finns listade i Catalogue of Life.